# NGC 7259
NGC 7259 est une galaxie spirale située dans la constellation du Poisson austral. Sa vitesse par rapport au fond diffus cosmologique est de 1 489 ± 21 km/s, ce qui correspond à une distance de Hubble de 22,0 ± 1,6 Mpc (∼71,8 millions d'al). NGC 7259 a été découverte par l'astronome britannique John Herschel en 1834.

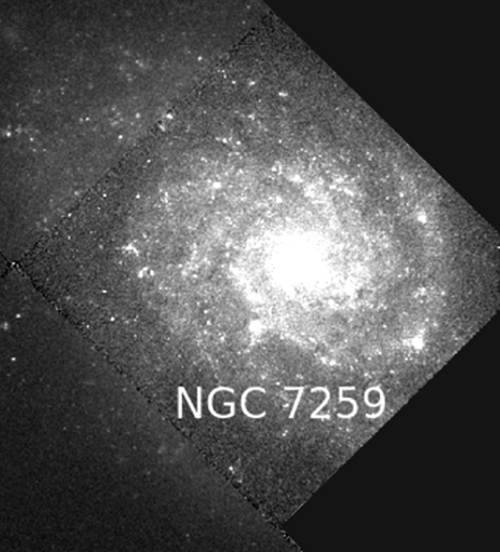
Gros plan sur la galaxie NGC 7259 par le télescope spatial Hubble.

La classe de luminosité de NGC 7259 est II et elle présente une large raie HI.
À ce jour, une seule mesure non basée sur le décalage vers le rouge (redshift) donne une distance d'environ 20,100 Mpc (∼65,6 millions d'al). Cette valeur est tout juste à l'extérieur des valeurs de la distance de Hubble.

## Supernova
La supernova SN 2009ip a été découverte dans NGC NGC 7259 le 26 aout 2009 dans le cadre du programme de recherche de supernovas CHASE (CHilean Automatic Supernova sEarch) de l'université du Chili. Cette supernova était de type LBV et sa magnitude au moment de sa découverte était de 17,9.

## Paires de galaxies

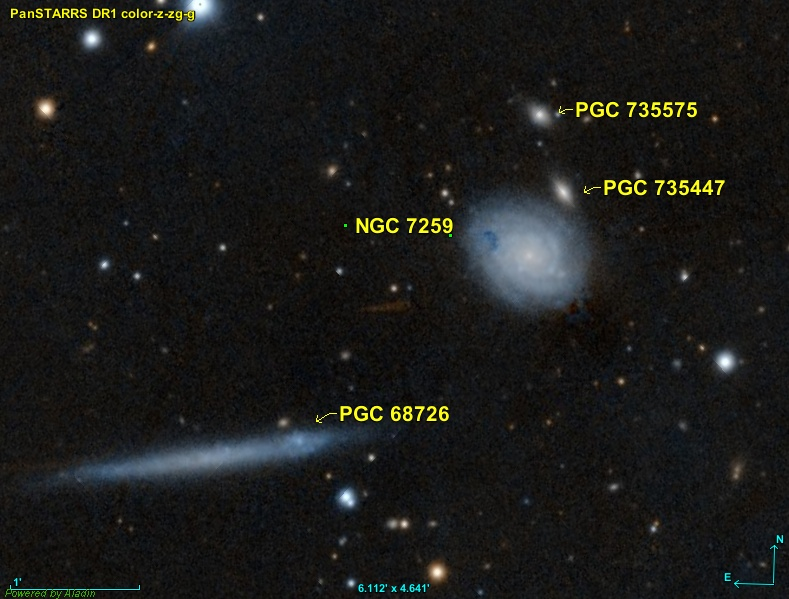
NGC 7259 et les galaxies alentours. (image Pan-STARRS)

Trois galaxies sont visibles près de NGC 7259. La base de données NASA/IPAC mentionne que ESO 467-G 050 et ESO 467- G 051 forment une paire de galaxies. Il s'agit de deux désignations différentes pour les galaxies NGC 7259 et PGC 68726. La distance de Hubble de PGC 68726 est de 22,35 ± 1,59 pc (∼72,9 al), soit presque la même que celle de NGC 7259. On peut donc conclure qu'il s'agit effectivement d'une paire.
Quant à PGC 735575, sa distance de Hubble est égale à 254,35 ± 17,86 (∼). Il s'agit donc d'une lointaine galaxie. La distance de PGC 735447 n'est pas connue.